# Lugny-lès-Charolles
Lugny-lès-Charolles település Franciaországban, Saône-et-Loire megyében. Lakosainak száma 324 fő (2022. január 1.). Lugny-lès-Charolles Champlecy, Changy, Hautefond, Nochize és Saint-Julien-de-Civry községekkel határos.

## Népesség
A település népességének változása:
| Lakosok száma | 344  | 347  | 358  | 350  | 349  | 350  | 350  | 337  | 324  |
|               | 2013 | 2015 | 2016 | 2017 | 2018 | 2019 | 2020 | 2021 | 2022 |